# Comuna de Rossosz
Rossosz (polaco: Gmina Rossosz) é uma gminy (comuna) na Polónia, na voivodia de Lublin e no condado de Bialski. A sede do condado é a cidade de Rossosz.
De acordo com os censos de 2004, a comuna tem 2442 habitantes, com uma densidade 32,1 hab/km².

## Área
Estende-se por uma área de 76,12 km², incluindo:
- área agricola: 66%
- área florestal: 29%

## Demografia
Dados de 30 de Junho 2004:
|                      | Total   | Total | Mulheres | Mulheres | Homens  | Homens |
| -------------------- | ------- | ----- | -------- | -------- | ------- | ------ |
|                      | pessoas | %     | pessoas  | %        | pessoas | %      |
| População            | 2442    | 100   | 1202     | 49,2     | 1240    | 50,8   |
| Densidade (pop./km²) | 32,1    | 100   | 15,8     | 15,8     | 16,3    | 16,3   |

De acordo com dados de 2002, o rendimento médio per capita ascendia a 1430,83 zł.

## Subdivisões
- Bordziłówka, Kożanówka, Mokre, Musiejówka, Romaszki, Rossosz.

## Comunas vizinhas
- Komarówka Podlaska, Łomazy, Wisznice